# Anna Wessels Williams
Anna Wessels Williams (* 17. März 1863 in Hackensack, New Jersey, Vereinigte Staaten; † 20. November 1954 in Westwood, New Jersey, Vereinigte Staaten) war eine US-amerikanische Medizinerin und Hochschullehrerin. Sie war die erste Frau, die zur Vorsitzenden der Laborabteilung der American Public Health Association gewählt wurde. Während ihrer gesamten Forschungskarriere arbeitete sie an der Entwicklung von Impfstoffen, Behandlungen und Diagnosetests für viele Krankheiten, darunter Diphtherie, Tollwut, Scharlach, Pocken, Grippe und Meningitis.

## Leben und Werk
Williams war die Tochter von Jane Van Saun und des Lehrers William Williams. Nach ihrem Abschluss an einer örtlichen öffentlichen Highschool schrieb sie sich an der New Jersey State Normal School ein und unterrichtete in den zwei Jahren nach ihrem Abschluss 1883 an einer Schule. 1887 erkrankte ihre Schwester Millie während der Geburt aufgrund ärztlicher Nachlässigkeit, verlor ihr Baby und wäre fast gestorben. Williams beschloss daraufhin, eine Ausbildung zur Ärztin zu machen. Im selben Jahr schrieb sie sich am Woman's Medical College des New York Infirmary ein, wo sie von Mary Corinna Putnam Jacobi unterrichtet wurde. Sie erhielt 1891 ihren medizinischen Abschluss am Woman's Medical College des New York Infirmary for Women and Children. Sie arbeitete dann als Dozentin für Pathologie am New York Infirmary und auch in der Kinderklinik und Ambulanz. Sie war mehrere Jahre lang Assistentin des Abteilungsleiters für Pathologie und Hygiene. Anschließend absolvierte sie von 1892 bis 1893 eine Ausbildung an europäischen Universitäten in Wien, Heidelberg und Leipzig und absolvierte ein Praktikum an der Königlichen Frauenklinik Leopold in Dresden.

## Bakteriologin im ersten städtischen Diagnoselabor der Vereinigten Staaten

### Forschung an Diphtherie
Nach ihrer Rückkehr 1894 meldete sie sich freiwillig als Mitarbeiterin im ersten städtischen Diagnoselabor des New Yorker Gesundheitsministeriums, das 1893 aufgrund eines Cholera-Ausbruchs eröffnet worden war. Sie forschte dort zusammen mit William Hallock Park an Projekten zur Entwicklung eines Antitoxins gegen Diphtherie. Die Infektionskrankheit war zu dieser Zeit eine häufige Todesursache bei Kindern, insbesondere bei Kindern aus einkommensschwachen Familien, und hatte in New York City fast epidemische Ausmaße angenommen.
1894 isolierte Williams erfolgreich einen Stamm des Diphtheriebazillus mit außergewöhnlich hoher und konsistenter Toxizität. Sie isolierte eine Reinkultur aus einer leichten Mandeldiphtherie, die später als Park-Williams-Stamm Nr. 8 bezeichnet wurde. Sie stellte ein Antitoxin her und immunisierte erfolgreich Ziegen, Schafe, Hunde und eine Kuh. Aus diesem starken Stamm wurde ein handelsübliches Antitoxin hergestellt und kostenlos an einkommensschwache Patienten in den Vereinigten Staaten und Großbritannien verteilt. Williams und Park teilten sich die Anerkennung für die Entdeckung und Williams wurde 1895 als Assistentin in der Bakteriologie in Vollzeit angestellt.

### Forschung zu Tollwut
1896 reiste Williams zum Institut Pasteur in Paris in der Hoffnung, ein Toxin gegen Scharlach zu finden, das zur Entwicklung eines Antitoxins verwendet werden könnte, wie sie es bei Diphtherie getan hatte. Sie war erfolglos, aber während ihres Aufenthalts dort entwickelte sie Interesse an der Tollwutforschung, die in Paris betrieben wurde. Sie kehrte mit einer Kultur des Virus in die Vereinigten Staaten zurück, um zu versuchen, eine bessere Methode zur Diagnose von Tollwut zu entwickeln. Bis 1898 war mit der Kultur genügend Impfstoff entwickelt worden, um die Produktion von Tollwutimpfstoff im großen Maßstab zu ermöglichen. 1904 veröffentlichte der italienische Arzt Adelchi Negri seine Studie über die mit der Krankheit einhergehenden Veränderungen der Gehirnzellen, an der auch Williams gearbeitet hatte. Diese neu entdeckten Indikatoren wurden Negri-Körper genannt. Williams entwickelte eine neue und schnelle Methode zur Vorbereitung und Färbung von Gehirngewebe, um das Vorhandensein von Negri-Körpern nachzuweisen. Ihre Methode übertraf den ursprünglichen Test und wurde für die nächsten dreißig Jahre zur Modelltechnik. 1907 richtete die American Public Health Association ein Komitee für Standardmethoden zur Diagnose der Tollwut ein. Williams wurde in Anerkennung ihrer Fachkompetenz zur Vorsitzenden des Komitees ernannt.

### Weitere Forschungen
1905 wurde Williams zur stellvertretenden Direktorin des Labors des Gesundheitsministeriums ernannt, wo sie bereits seit 1894 arbeitete. Sie und Park arbeiteten weiterhin eng zusammen und veröffentlichten im selben Jahr Pathogenic Micro-organisms Including Bacteria and Protozoa: A Practical Manual for Students, Physicians and Health Officers. Bis 1939 wurde die Publikation in elf Auflagen nachgedruckt. In den nächsten Jahren arbeitete sie mit Emily Barringer an einer besseren Diagnose und Behandlung von Geschlechtskrankheiten und untersuchte in Zusammenarbeit mit Sara Josephine Bakers Abteilung für Kinderhygiene Augeninfektionen, von denen Kinder in New York City betroffen waren.
Während des Ersten Weltkriegs wurde Williams in eine Grippekommission berufen und leitete ein Ausbildungsprogramm für das Kriegsministerium an der New York University, um Kriegsteilnehmer für medizinische Laboratorien im In- und Ausland auszubilden. Sie erforschte auch Möglichkeiten zur Diagnose von Meningitisträgern beim Militär. 1929 veröffentlichte sie mit Park Who's Who Among the Microbes, eines der ersten für die Öffentlichkeit geschriebenen Bücher zu diesem Thema.
Trotz Petitionen vieler Unterstützer, darunter Bürgermeister Fiorello La Guardia von New York, musste sie 1934 im Alter von 70 Jahren in den Ruhestand gehen. Sie arbeitete unentgeltlich weiter, um wichtige Forschungen zu Behandlungen und Diagnosen für mehrere dringende Probleme der öffentlichen Gesundheit fortzusetzen.
Sie lebte noch 20 Jahre mit ihrer Schwester in Westwood, New Jersey und starb 1954 im Alter von 90 Jahren.
1914 wurde sie zur Präsidentin der Woman's Medical Society of New York gewählt. 1931 wurde sie in die American Public Health Association gewählt und im folgenden Jahr war sie die erste Frau, die zur Vorsitzenden dieser Abteilung ernannt wurde. 1936 ehrte die New York Women's Medical Society Williams bei einem Dankesdinner für ihre Verdienste um die Stadt.
Sie war Autorin zahlreicher medizinischer Abhandlungen, Artikel und Lehrbücher, darunter (als Co-Autorin) Pathogenic Microorganisms Including Bacteria and Protozoa (1905) und Who's Who among the Microbes (1929).
Für eine Frau ihrer Zeit eher ungewöhnlich liebte sie das Autofahren und fuhr gerne sehr schnell. Sie hatte eine Leidenschaft für das Fliegen, insbesondere für Flugzeuge, die vor dem Ersten Weltkrieg gebaut wurden und von Stunt-Piloten geflogen wurden.

## Ehrungen (Auswahl)
- 2024: Aufnahme in National Women’s Hall of Fame. Ihr Großneffe Dennis W. Smit nahm ihre Aufnahmemedaille entgegen.[10]

## Veröffentlichungen (Auswahl)
- mit W. H. Park: The production of diphtheria toxin. The journal of experimental medicine 1896.
- Negri Bodies with Special Reference to Diagnosis. Proceedings of the New York Pathological Society 5, 1905, S. 155–162.
- mit W. H. Park: Pathogenic micro-organisms. 1908.
- A Study of Trachoma and Allied Conditions in the Public School Children of New York City. The Journal of Infectious Diseases 14(2), 1914, S. 261–337.
- mit W. H. Park: Who’s who among the microbes. 1929.